# FannyAnn Eddy
FannyAnn Eddy, född 28 september 1974 i Sierra Leone, död 2004, var en sierraleonsk aktivist för homosexuellas rättigheter. Under det långa inbördeskriget bodde hon i Sydafrika. När hon 2002 återvände till Sierra Leone startade hon Sierra Leone Lesbian and Gay Association (SLLAGA).
År 2004 höll hon ett tal vid en konferens i Genève, anordnad av FN:s kommission för mänskliga rättigheter. Hon hävdade där att de flesta afrikanska ledare låtsas som att våldet mot HBT-personer inte existerar. Den 28 september samma år mördades hon på SSLAGA:s kontor.